# Роберт Патрік
Роберт Геммонд Патрік-молодший (англ. Robert Hammond Patrick Jr; нар. 5 листопада 1958, Марієтта) — американський актор, більш відомий за своїми другорядними ролями у кіно. Також відомий своїми ролями рідкометалічного робота Т-1000 у фантастичному бойовику «Термінатор 2: Судний день», агента Джона Доггетта в телесеріалі «Секретні матеріали» і Бака у фільмі «Від заходу до світанку 2: Криваві гроші Техасу». Актор має активну громадську позицію. Після вторгнення Росії на територію України записав відео на підтримку українського народу.

## Вибрана фільмографія

### Кіно
| Рік  | Фільм                                          | Оригінальна назва                              | Роль                      |
| ---- | ---------------------------------------------- | ---------------------------------------------- | ------------------------- |
| 1986 | Мисливці майбутнього                           | англ. Future Hunters                           | Слейд                     |
| 1990 | Міцний горішок 2                               | англ. Die Hard 2                               | О'Рейлі                   |
| 1991 | Термінатор 2: Судний день                      | англ. Terminator 2: Judgment Day               | Т-1000                    |
| 1992 | Світ Вейна                                     | англ. Wayne's World                            | Т-1000 (камео)            |
| 1993 | Вогонь у небі                                  | англ. Fire in the Sky                          | Майк Роджерс              |
| 1993 | Останній кіногерой                             | англ. Last Action Hero                         | Т-1000 (камео)            |
| 1994 | Подвійний дракон                               | англ. Double Dragon                            | Кога Шуко / Віктор Гісман |
| 1994 | Гонконг 97                                     | англ. Hong Kong 97                             | Реджинальд Кемерон        |
| 1995 | Нульова толерантність                          | англ. Zero Tolerance                           | Джефф Дуглас              |
| 1996 | Стриптиз                                       | англ. Striptease                               | Даррелл Грант             |
| 1997 | Поліцейські                                    | англ. Cop Land                                 | Джек Ракер                |
| 1997 | Розвуд                                         | англ. Rosewood                                 | коханець Фанні            |
| 1998 | Факультет                                      | англ. The Faculty                              | тренер Вілліс             |
| 1998 | Тактичний напад                                | англ. Tactical Assault                         | полковник Лі Беннінг      |
| 1999 | Від заходу до світанку 2: Криваві гроші Техасу | англ. From Dusk Till Dawn 2: Texas Blood Money | Бак                       |
| 2000 | Нестримні серця                                | англ. All the Pretty Horses                    | Коул                      |
| 2001 | Діти шпигунів                                  | англ. Spy Kids                                 | Лісп                      |
| 2001 | Техаські рейнджери                             | англ. Texas Rangers                            | сержант Джон Армстронг    |
| 2001 | Прокат                                         | англ. The Hire                                 | агент ФБР                 |
| 2002 | Детоксикація                                   | англ. D-Tox                                    | Пітер Ной                 |
| 2003 | Ангели Чарлі: Тільки вперед                    | англ. Charlie's Angels: Full Throttle          | Рей Картер                |
| 2004 | Вогняна драбина                                | англ. Ladder 49                                | Ленні Річтер              |
| 2005 | Переступити межу                               | англ. Walk the Line                            | Рей Кеш                   |
| 2006 | Прапори наших батьків                          | англ. Flags of Our Fathers                     | полковник Джонсон         |
| 2006 | Ми — одна команда                              | англ. We Are Marshall                          | Рік Толлі                 |
| 2007 | Міст у Терабітію                               | англ. Bridge to Terabithia                     | Джек Ааронс               |
| 2007 | Кулі гніву                                     | англ. Balls of Fury                            | сержант Піт Дейтона       |
| 2009 | Бойовий гіпноз проти кіз                       | англ. The Men Who Stare at Goats               | Тодд Ніксон               |
| 2010 | Довічно                                        | англ. The Wrath of Cain                        | Страж Дін                 |
| 2011 | S.W.A.T.: Перехресний вогонь                   | англ. S.W.A.T.: Firefight                      | Волтер Гетч               |
| 2012 | Код доступу «Кейптаун»                         | англ. Safe House                               | Даніель Кіфер             |
| 2013 | Мисливці на гангстерів                         | англ. Gangster Squad                           | Макс Кеннард              |
| 2013 | Піймай шахрайку, якщо зможеш                   | англ. Identity Thief                           | боржник                   |
| 2014 | Люблю. Назавжди                                | англ. Endless Love                             | Гаррі Елліот              |
| 2014 | Убити посланця                                 | англ. Kill the Messenger                       | Рональд Дж. Квейл         |
| 2015 | Бешкетники                                     | англ. Hellions                                 | Корман                    |
| 2016 |                                                | англ. Eloise                                   | доктор Грейс              |
| 2019 | Захар Беркут                                   | англ. The Rising Hawk                          | Захар Беркут              |
| 2019 | Отруйна троянда                                | англ. The Poison Rose                          | шериф Волш                |
| 2020 | Чесний злодій                                  | англ. Honest Thief                             | агент Сем Бейкер          |
| 2021 | Захищений                                      | англ. The Protégé                              | Біллі Бой                 |
| 2021 | Звір у його голові                             | англ. No Man of God                            | Роджер Депу               |

### Телебачення
| Рік початку участі | Рік закінчення участі | Серіал                              | Оригінальна назва                     | Роль                     | Кількість серій |
| ------------------ | --------------------- | ----------------------------------- | ------------------------------------- | ------------------------ | --------------- |
| 2000               |                       | Клан Сопрано                        | англ. The Sopranos                    | Девід Скатіно            | 3 серії         |
| 2000               | 2002                  | Цілком таємно                       | англ. The X-Files                     | Джон Доггетт             | 40 серій        |
| 2004               |                       | Зоряна брама: Атлантида             | англ. Stargate Atlantis               | полковник Маршалл Самнер | 1 серія         |
| 2005               |                       | Загублені                           | англ. Lost                            | Гіббс                    | 1 серія         |
| 2009               |                       | Морська поліція: Спецпідрозділ      | англ. NCIS                            | Мертон Белл              | 1 серія         |
| 2010               |                       | Чак                                 | англ. Chuck                           | полковник Келлер         | 1 серія         |
| 2011               |                       | Велике кохання                      | англ. Big Love                        | Бад Мейберрі             | 1 серія         |
| 2012               | 2014                  | Реальна кров                        | англ. True Blood                      | Джексон Герво            |                 |
| 2013               | 2014                  | Сини анархії                        | англ. Sons of Anarchy                 | Лес Пакер                | 2 серії         |
| 2014               | 2016                  | Від заходу до світанку (телесеріал) | англ. From Dusk till Dawn: The Series | Джейкоб Фуллер           |                 |
| 2014               | 2018                  | Скорпіон                            | англ. Scorpion                        | агент Кейб Галло         | Головна роль    |
| 2020               |                       | Перрі Мейсон                        | англ. Perry Mason                     | Герман Баггерлі          |                 |
| 2022               |                       | Миротворець                         | англ. Peacemaker                      | Оггі Сміт                |                 |

## Нагороди та номінації
| Рік  | Нагорода         | Категорія                         | Фільм/Телесеріал          | Результат |
| ---- | ---------------- | --------------------------------- | ------------------------- | --------- |
| 1992 | MTV Movie Awards | Найкращий кінозлодій              | Термінатор 2: Судний день | Номінація |
| 1992 | Сатурн           | Найкращий кіноактор другого плану | Термінатор 2: Судний день | Номінація |
| 1994 | Сатурн           | Найкращий кіноактор               | Вогонь в небі             | Номінація |
| 2001 | Сатурн           | Найкращий телеактор               | Секретні матеріали        | Перемога  |
| 2002 | Сатурн           | Найкращий телеактор               | Секретні матеріали        | Номінація |
| 2005 | Jury Awards      | Найкращий кіноактор               | The Fix                   | Перемога  |